# Landshövdingar i Norrbottens län
Landshövdingen i Norrbottens län är chef för Länsstyrelsen i Norrbottens län.

## Lista över landshövdingar i Norrbottens län
- 1810–1816: Per Adolf Ekorn
- 1816–1821: Georg Adolf Koskull
- 1821–1825: Paul Öhrvall
- 1825–1836: Carl Georg Sparre
- 1836–1849: Carl August von Hedenberg
- 1849–1856: Knut Åkerhielm
- 1856–1859: Anders Emanuel Ros
- 1859–1861: Per Henrik Widmark
- 1861–1873: Sven Petter Bergman
- 1873–1885: Henrik Adolf Widmark
- 1885–1893: Lars Berg
- 1893–1900: Karl Husberg
- 1900–1911: Karl Johan Bergström
- 1911–1917: Oscar von Sydow
  - Tillförordnad 28 februari 1914–1917: Walter Murray[1]
- 3 juli 1917–1928: Gösta Malm[2]
  - Tillförordnad 5 november 1920–13 oktober 1921: Nils Gustaf Ringstrand[3]
  - Tillförordnad 24 april 1923–30 september 1923: Nils Gustaf Ringstrand[3]
  - Tillförordnad 1923–1924: August Beskow
- 1928–1937: Bernhard Gärde
- 1 november 1937–31 juli 1947: David Hansén[4]
- 1 augusti 1947–21 december 1952 (avliden): Oscar Lövgren[5]
- 1953–10 maj 1957 (avliden): Folke Thunborg
- 1 juli 1957 (utnämnd 31 maj 1957)–1 juli 1966: Manfred Näslund[6]
- 1966–1982: Ragnar Lassinantti
- 1982–1985: Erik Hammarsten
- 1985–1991: Curt Boström
- 1992–1995: Gunnar Brodin
- 1995–1998: Björn Rosengren
- 1998–2003: Kari Marklund
- 2003–2012: Per-Ola Eriksson
- 2012–2017: Sven-Erik Österberg
- 2018-2021: Björn O. Nilsson[7]
- 2021–ff Lotta Finstorp.[8]